# Lomaso
Lomaso – miejscowość we Włoszech, w regionie Trydent-Górna Adyga, w prowincji Trydent będącą częścią gminy Comano Terme.
Według danych na rok 2004 gminę zamieszkiwało 1408 osób, 34,3 os./km².
W 2010 r. Lomaso wraz z gminą Bleggio Inferiore zostało połączone w jedną gminę.